# Canicule de 2019 en Inde et au Pakistan
La canicule de 2019 en Inde et au Pakistan a débuté à la fin mai. La température la plus élevée a été mesurée à Churu, au Rajasthan, à 50,8 °C, proche du record de chaleur. Conséquence de ces températures extrêmes, le 18 juin, il y avait déjà plus de 184 personnes mortes dans le seul état du Bihar, avec de nombreux autres décès reportés dans d'autres régions du pays,.
La vague de chaleur a coïncidé avec des sécheresses et des restrictions d'eau à travers le pays. À la mi-juin, les réservoirs alimentant la ville de Chennai étaient à sec, laissant des millions de personnes sans accès fiable à l'eau potable. La crise de l'eau a été exacerbée par les hautes températures, suscitant des manifestations et des émeutes qui ont conduit les personnes à s'entretuer, se poignarder et se frapper,,.
Au 21 juin, la vague de chaleur en est à 32 jours, soit le deuxième plus long épisode jamais enregistré. De plus, le pic de consommation d'énergie à Delhi a atteint 6 686 MW, dépassant les précédents records.